# Јансдорф (Ерцгебирге)
Јансдорф (њем. Jahnsdorf/Erzgeb.) општина је у њемачкој савезној држави Саксонија. Једно је од 69 општинских средишта округа Ерцгебирге. Према процјени из 2010. у општини је живјело 5.859 становника. Посједује регионалну шифру (AGS) 14521310.

## Географски и демографски подаци
Јансдорф се налази у савезној држави Саксонија у округу Ерцгебирге. Општина се налази на надморској висини од 335 метара. Површина општине износи 26,1 km². У самом мјесту је, према процјени из 2010. године, живјело 5.859 становника. Просјечна густина становништва износи 224 становника/km².

## Међународна сарадња
| Мјесто    | Држава    | Врста сарадње | Од    |
| --------- | --------- | ------------- | ----- |
| Амеронген | Холандија | контакт       | 1986. |
| Извор     |           |               |       |